# Carlos Carmona
Carlos Emilio Carmona Tello mais conhecido como Carlos Carmona, nasceu em Coquimbo, 21 de Fevereiro de 1987 é um futebolista chileno que joga atualmente pelo Colo Colo.

## Carreira
Com duas Copas do Mundo Sub-20 da FIFA no currículo (Holanda 2005 e Canadá 2007), Carlos Carmona é um dos jogadores mais experientes da sua geração. Robusto, com uma forma física privilegiada e muita pegada, o volante de 23 anos conquistou o seu espaço no selecionado de Marcelo Bielsa depois de ser vice-campeão do Torneio de Toulon em 2008. Com a atuação na competição francesa, ele conseguiu convencer o técnico argentino e nunca mais deixou a posição de titular no meio-campo do Chile.
Carmona parece à vontade jogando na seleção. Ele foi capitão do bom selecionado chileno que terminou em terceiro lugar a competição júnior de 2007 no Canadá. Aquele grupo, aliás, serviu de base para o plantel que conquistou a vaga na África do Sul 2010. Carlitos (como é carinhosamente chamado) também já jogou na lateral direita e não fez feio na posição. O fato de não ter um talento em especial é compensado com uma grande dose de esforço, já que ele não para um minuto de correr atrás dos adversários durante a partida.
Natural da cidade portuária de Coquimbo, Carmona só defendeu três clubes na carreira. Ele começou exibindo a sua garra no Coquimbo Unido para depois atuar no O'Higgins. Então, se transferiu para o Reggina, clube da segunda divisão do Campeonato Italiano.